# Máy công cụ
Máy công cụ là loại máy được sử dụng rộng rãi trong lĩnh vực cơ khí để gia công kim loại và các vật liệu rắn khác như gỗ, thủy tinh,... Máy công cụ còn được gọi là "máy mẹ" bởi chúng chính là nơi "khai sinh" ra các chi tiết máy, chúng tham gia cấu tạo nên một cỗ máy khác hoàn chỉnh. Các loại máy công cụ có thể kể đến như: máy tiện, máy cắt răng, máy khoan, máy tiện doa lỗ, máy phay, máy cắt, máy bào, máy dập, máy ép, ...
Về cơ bản, hoạt động của nó là cho chuyển động quay tròn (hoặc tịnh tiến) các dao cắt hoặc đối tượng gia công (được gọi là phôi), và bằng việc điều khiển vị trí tương đối của 2 đối tượng đó mà gia công được các chi tiết hình dáng và dung sai theo ý muốn. Đối tượng gia công là kim loại, vật liệu gỗ hay Plastic. Dao cắt là mũi khoan, dao endomiru, dao thông thường, ... Đầu kẹp (hay đồ gá) dùng để giữ chặt dao cắt, đảm bảo cho đường dao cắt ăn vào vật liệu gia công được chính xác hơn.
Những năm gần đây, việc sử dụng máy công cụ được điều khiển bằng máy tính (Computer Numerical Control, CNC) đã mang lại những dây chuyền sản xuất có độ tự động hoá, độ chính xác và độ khép kín rất cao, qua đó góp phần tăng năng suất, mở rộng khả năng công nghệ, và hạ giá thành sản phẩm.

## Lịch sử
Rất khó xác định được máy công cụ được phát minh vào thời gian nào, vào khoảng năm 1200 kỉ nguyên trước, người ta đã khai quật được một chậu cây được cho rằng đã được gia công bằng máy tiện. Kỹ thuật của máy tiện vào thời gian đó cũng đã được mở rộng tới Châu âu và vùng Cận Đông. Nói chính xác hơn về sự phát triển của máy công cụ, là từ thế kỉ 14, do cần thiết phải gia công chính xác bằng phát minh về đồng hồ máy đầu tiên ở thế kỉ 14. Tuy nhiên, đồng hồ máy là đối tượng nhỏ, sự xuất hiện của đối tượng máy công cụ tương đối lớn là phát minh ra máy chạy bằng hơi nước vào thế kỉ 18, mở ra thời đại gia công độ chính xác cao bằng pittong và xi lanh.
Với phát minh ra máy tính vào nửa đầu thế kỉ 20, việc điều kiển tự động hoá máy công cụ có thêm bước tiến mới (Rôbốt hoá).

## Các loại máy công cụ
Một số loại máy công cụ:
- Máy tiện-dao tiện (Máy tiện rơ-vôn-ve)
- Máy phay-dao phay-dao Endomiru
- Máy bào ngang-dao bào ngang
- Máy bào-dao bào
- Máy khoan lỗ-mũi khoan-mũi khoan làm trơn
- Máy tiện doa lỗ
- Máy gia công xung điện (Máy gia công xung điện cắt dây,Máy gia công xung điện khắc hình)
- Máy chuốt-dao chuốt
- Máy cắt răng (Máy phay lăn răng –dao phay lăn răng, Máy tạo dạng răng – dao cắt dạng răng, dao cắt kiểu trục răng)
- Máy mài- đá mài
- Máy cưa đai
- Máy cưa
- Máy có bàn quay tròn-máy tiện CNC
- Máy gia công dùng tia nước
- Máy gia công Lade
- Máy gia công electron
- Máy mài khuôn
- Máy gia công điện giải
- Máy cạo bavớ, máy cắt vát
- Máy cạo ba vớ điện giải
- Máy đột-đục lỗ-tạo lỗ trên kim loại- máy đột dập CNC